# Nezamyslice (ort i Tjeckien, Plzeň)
Nezamyslice är en ort i Tjeckien.   Den ligger i regionen Plzeň, i den sydvästra delen av landet, 110 km sydväst om huvudstaden Prag. Nezamyslice ligger 488 meter över havet och antalet invånare är 195.
Terrängen runt Nezamyslice är kuperad söderut, men norrut är den platt. Terrängen runt Nezamyslice sluttar norrut. Runt Nezamyslice är det ganska glesbefolkat, med 28 invånare per kvadratkilometer. Närmaste större samhälle är Strakonice, 16,5 km öster om Nezamyslice. Omgivningarna runt Nezamyslice är en mosaik av jordbruksmark och naturlig växtlighet.